# Принци повітря
«Принци повітря» — фільм 2006 року.

## Зміст
Маленьких щенят-лабрадорів віддали у добрі руки, але пустунам не сиділося на місці і вони втекли від своїх господарів. На пошуки непосидючих щенят вирушили їхні батьки, але несподівано вони попали в руки до злочинців. Тепер тільки відважні малята можуть врятувати батьків, які опинилися у біді.